# Jean-Jacques Olivier
Jean-Olivier Francillon, genannt Jean-Jacques Olivier (* 31. März 1877 in Puteaux, Département Hauts-de-Seine; † 20. März 1954 in Paris) war ein französischer Schriftsteller.

## Leben und Wirken
Nach seiner Schulzeit begann Olivier in Paris zu studieren. Schon früh begann er zu schreiben und machte das Theater – besonders die Theaterlandschaft von Paris – zu seinem Thema.
Jean-Jacques Olivier starb elf Tage vor seinem 77. Geburtstag am 20. März 1954 in Paris und fand dort auch seine letzte Ruhestätte.

## Werke (Auswahl)
als Autor
- Voltaire et les comédiens interprètes de son théâtre. Étude sur l'art théâtral et les comédiens au XVIIIe siècle. Paris 1899.
- Les comédiens français dans les cours d'Allemagne au XVIIIe siècle. Slatkine, Genf 1971 (Nachdr. d. Ausg. Paris 1901/05)
- Henri-Louis Le Kain de la Comédie-Française. 1729–1778. Société Française, Paris 1907.
- Une étoile de la danse au XVIIIe siècle. La Barbarina Campanini (1721–1799). Neuaufl. Société Française, Paris 1910.
  - deutsche Übersetzung: Barberina Campanini. Eine Geliebte Friedrichs des Großen. Verlag Marquardt, Berlin 1909.
- Pierre-Louis Dubus-Préville de la Comédie-Française. 1721–1799. Société Française, Paris 1913.
- Mme Dugazon de la Comédie-Italienne. 1755–1821. Société Française, Paris 1917.

als Herausgeber
- Friedrich der Große: Le singe de la mode. Comédie en 1 acte en prose (Les oubliés, les inconnus; Bd. 1). Société Française, Paris 1902.
- Marc-Antoine-Jacques Rochonne de Chabanne: Heureusement. Comédie en un acte en vers 1762 (Les oubliés, les inconnus; Bd. 2). Société Française, Paris 1903.
- Voltaire: Semiramis. Tragédie (Textes littéraires français; Bd. 5). Droz, Paris 1946.

als Übersetzer
- Carlo Gozzi: La princesse Turandot. Conte en 5 actes. NRF, Paris 1923.